# Barbara Sierakowska
Barbara Sierakowska (ur. 4 grudnia 1748 w Kiełczewie, zm. 25 października 1831 w Lublinie) – polska aktorka teatralna.

## Życiorys
Wychowywała się w majątku księcia Augusta Sułkowskiego w Rydzynie, gdzie była dwórką jego żony Ludwiki. Od 1771 roku występowała w teatrze nadwornym. Zwolniona z obowiązków dworskich, doskonaliła swój kunszt aktorski, biorąc udział w widowiskach dworskich i przedstawieniach dla miejscowej szlachty. W 1774 roku wyjechała wraz z zespołem rydzyńskim do Warszawy, gdzie do 1783 roku występowała na deskach Teatru Narodowego. Zasłynęła jako aktorka komediowa w rolach charakterystycznych kokietek, podstarzałych zalotnic i matek. Występowała m.in. w sztukach Staruszka młoda i Czary Franciszka Bohomolca, Panna na wydaniu i Gracz Adama Kazimierza Czartoryskiego, Syn marnotrawny Stanisława Trembeckiego, Mieszczki młode Wojciecha Bogusławskiego, Przeszkoda nieprzewidziana Franciszka Zabłockiego. W kwietniu 1784 roku wystąpiła w Teatrze Narodowym w swoim benefisie w komedii Kotek zagubiony Wojciecha Bogusławskiego oraz w operze Fraskatanka, czyli dziewczyna zalotna Giovanniego Paisiella.
W 1784 roku poślubiła kupca Karola Krepsa i wycofała się ze sceny, osiadając w Lublinie. Po śmierci męża wyszła w 1792 roku po raz drugi za mąż, za skrzypka kolegiaty lubelskiej Józefa Zakrzewskiego. W 1828 roku po wieloletniej przerwie wystąpiła ponownie na scenie z goszczącym w Lublinie zespołem Jana Aśnikowskiego w Świętochnie Augusta von Kotzebuego.